# Gomphandra australiana
Gomphandra australiana är en järneksväxtart som beskrevs av Ferdinand von Mueller. Gomphandra australiana ingår i släktet Gomphandra och familjen Stemonuraceae. Inga underarter finns listade i Catalogue of Life.